# Plexippoides validus
Plexippoides validus is een spinnensoort in de taxonomische indeling van de springspinnen (Salticidae).
Het dier behoort tot het geslacht Plexippoides. De wetenschappelijke naam van de soort werd voor het eerst geldig gepubliceerd in 1991 door Xie & Chang-Min Yin.